# Fontaine-les-Grès
 Fontaine-les-Grès  là một xã ở tỉnh Aube, thuộc vùng Grand Est ở phía bắc miền trung nước Pháp.